# Stroudia striatelloides
Stroudia striatelloides är en stekelart som beskrevs av Giordani Soika 1976. Stroudia striatelloides ingår i släktet Stroudia och familjen Eumenidae. Inga underarter finns listade i Catalogue of Life.